# Нацизм и дарвинизм
По вопросу взаимоотношений между нацизмом, немецкой ультраправой идеологией XX века, и дарвинизмом, учением британского биолога-эволюциониста Чарлза Дарвина, существует спектр различных мнений.
В XX и XXI веке некоторые учёные — исследователи нацизма, а также большое количество религиозных консервативных деятелей заявляли, что Гитлер был сторонником идей Дарвина и расовая теория нацизма, также как и идеология «расовой борьбы», целиком произошла из дарвиновской теории эволюции и его концепции «естественного отбора». Это учение распространено среди апологетов креационизма и псевдонаучной концепции «разумного замысла», таких как Дэвид Берлински и Ричард Уэйкарт. Другие авторы и исследователи делали более осторожные заявления. Так, Джон Грей называл идеи Гитлера «вульгарным дарвинизмом», а Ханна Арендт писала, что в корне идеологии нацизма лежит идея развития человека как отдельного существа или предположение, что не обязательно именно человек является высшей ступенью эволюции и что потом он не разовьётся в другое, «высшее существо». Большинство же других исследователей не заявляют, что между нацизмом и дарвинизмом есть прочная связь, однако подавляющая часть из них называют среди основных элементов расовой теории нацизма «социальный дарвинизм». Некоторые из них даже обозначают его как один из центральных и основополагающих элементов идеологии нацизма. Однако учёные, в том числе согласные с этим тезисом, часто заявляют, что нацисты возражали против концепции эволюции человека в принципе. Так, Джордж Мосс напрямую писал, что дарвиновская теория антропогенеза не совместима с идеологией нацизма из-за того, что идеологи последнего постоянно подчёркивали верховенство и неизменность «немецкой расы». Питер Боулер и Майкл Рьюз в совместной работе также подчёркивали, что нацизму не свойственна поддержка эволюционизма в целом и антропогенеза в частности, поскольку нацисты поддерживали фиксированный расовый тип и расовую иерархию. В работе Дэниела Гасмена в принципе утверждалось, что Гитлер одновременно отрицал эволюцию человека и строил нацизм на принципах социал-дарвинизма немецкого последователя Чарлза Дарвина Эрнста Геккеля. В дальнейшем он писал, что Геккель «в значительной степени ответственен» за ту связь, которая образовалась между немецким обществом, расизмом в Германии и научным сообществом в XIX веке, а после и вовсе заявлял, что для Геккеля евреи были «первоначальным источником упадка» и всех проблем в жизни и обществе. Последнее утверждение Гасмена поддержал Стивен Джей Гулд, считавший, что «эволюционный расизм», романтизм и призывы к «расовой чистоте» немецкого народа со стороны этого немецкого дарвиниста способствовали значительному подъёму нацизма как идеологии, из-за чего наибольшим влияние Геккеля оказалось не на эволюционную биологию, а на нацизм. Некоторые учёные пытались объяснить эту противоречивость нацизма, совмещавшего антиэволюционизм и «социальный дарвинизм»: Энн Харрингтон и следом за ней Роберт Джей Ричардс писали, что нацисты хорошо восприняли некоторые элементы дарвиновской идеологии, в частности им очень понравилась идея естественного отбора, которую они преобразовали в идею «борьбы рас за существование», однако не сам антропогенез. Позицию сторонника «расовой борьбы», но антиэволюциониста принял Хьюстон Чемберлен, идеи которого предшествовали нацистской идеологии и, в числе прочего, вдохновили нацистских лидеров. Нацизм фактически построен на вольном пересказе его книги «Основы XIX века».
Несмотря на эти факторы нередкие заявления о том, что нацизм целиком вышел из дарвинизма или появился под явным и исключительным его влиянием, распространённые среди критиков эволюционизма и креационистов, согласно исследователям, противоречат действительности: термин «семитская раса» появился в произведениях нацистов не под влиянием Дарвина и Геккеля — последние в принципе не выделяли семитов в отдельную расу, записывая их в европеоидов, которых располагали на высшей ступени эволюции. Основанные на сведениях о том, что Геккель был эволюционным расистом предположения о прямой связи нацизма с дарвинизмом и о том, что нацизм целиком вышел из него, часто используются среди противников Чарлза Дарвина, однако они не могут быть признаны однозначно верными: хотя Гитлер и был сторонником идеи «расовой пирамиды», она появилась задолго до Дарвина, не была уникальна для его теории, и прямых доказательств связи именно с дарвинизмом нет. Также нацистские учёные и Гитлер лично были широко известными противниками другого тезиса Дарвина — о происхождении всех человеческих рас от обезьяны. Учёные Германии и идеологи нацизма последовательно опровергали тезис о происхождении «арийцев» от обезьян, считая его антинаучным и противоречащим природе.
Так или иначе, нацизм всё же был вдохновлён дарвинистским полигенистическим учением последователя Чарлза Дарвина Эрнста Геккеля, который под влиянием немецкого романтизма, движения «фёлькише» и собственного идеологизированного взгляда на немецкий народ считал «европейскую (белую) расу» «арийской», превосходящей остальные во всех отношениях. Эта концепция была принята немецким народом после поражения в Первой мировой войне и глубоко внедрилась в общественное сознание. Под вдохновением от учения Дарвина и в особенности Геккеля, расологи и идеологи ДАП создали собственную доктрину: в 1919 году, после смерти Геккеля, в партии пообещали «существенно улучшить его расовые теории», особенно поблагодарив учёного за их создание и распространение, в связи с чем ДАП была переименована в НСДАП. Национал-социализм под вдохновением учения Геккеля превратился в «прикладную биологию». В нацистской идеологии де-факто не было практически ни одного тезиса (кроме «семитской расы») не придуманного в своё время Геккелем и не известного на тот момент каждому образованному немцу. Нацистская расовая политика целиком выходила из дарвинизма Геккеля в понимании этого дарвинизма самими нацистами. Нацистский взгляд на расу содержал три широко распространённых в германском обществе первой четверти XX века тезиса: 1) происхождение «биологических рас» от разных видов древних животных (полигенизм); 2) превосходство одних рас в развитии над другими; 3) конкуренция рас за контроль над жизненным пространством. Гитлер утверждал, что «низшие расы» — евреи, «негры», «ведийцы» — ближе по своему уровню развития к млекопитающим, нежели к «арийским» европейцам, в особенности немцам, и что война — единственный способ борьбы за поддержание «здоровья расы» в нынешнем мире. Нацисты придерживались взглядов, что любые культурные и материальные ценности, хотя бы что-то значащие в этом мире, были созданы «арийцами», а «низшие расы» не способны к созиданию и могут лишь уничтожать, или, в случае с промежуточной ступенью между «арийцами» и «недочеловеками», оставлять чужие достижения нетронутыми.
Другим важным дарвинистом, оказавшим огромное влияние на идеологию нацизма, был кузен Чарлза Фрэнсис Гальтон. В 1869 году вышла его книга «Наследственный гений», в которой он защищал идею, что физическое строение организма оказывает влияние на характер и психологию, а также на имущественное разделение классов. Низшие классы, по его мнению, способны воспроизводить только себе подобных и тащат остальную расу вслед за собой, из-за чего от них следует избавляться. Эта идеология получила название «евгеника» и пропагандировала «расовый отбор» как часть политики. Нацисты, как и многие другие, воодушевлённые идеями о мире без болезней и нищеты, взяли эту идеологию на вооружение. Идеи дарвинистов развил австриец еврейско-польского происхождения Людвиг Гумплович, представивший «расовую борьбу» как «единственную движущую силу истории» и заявивший, что любая сильная этническая группа будет стремиться поработить или уничтожить слабых
С приходом нацистов к власти были запрещены многие книги и работы эпохи Германской империи и Веймарской республики. Среди них оказались как либеральные книги Генриха Манна, так и работы «еврейских предателей», включая Альберта Эйнштейна, а также труды «поверхностных сторонников эволюции и монизма» как Эрнст Геккель.